# Favia lizardensis
Favia lizardensis är en korallart som beskrevs av Veron, Pichon och George Newton Best 1977. Favia lizardensis ingår i släktet Favia och familjen Faviidae. IUCN kategoriserar arten globalt som nära hotad. Inga underarter finns listade i Catalogue of Life.